# Aedes aegypti
Aedes aegypti — вид комарів, що є вектором перенесення вірусів-збудників жовтої гарячки, денге (Flavivirus), багатьох інфекційних тропічних хвороб і вірусу Зіка. Цього комара легко розпізнати по білиx міткаx на ногах та мітці у формі ліри на череві. Комар походить з Африки, але зараз поширений по всіх субтропічних і тропічних регіонах світу.